# 道の駅しらね
道の駅しらね（みちのえき しらね）は、山梨県南アルプス市在家塚にある国道52号の道の駅である。
他の道の駅で見られるような物販を主目的とせず、本来の道の駅の機能である駐車場・トイレ・情報提供に徹し、特産品や農産物の宣伝・直売などの機能は道路を挟んだ北側に所在するJA南アルプス市運営の道の駅しらね農産物直売所に持たせている。

## 施設
- 駐車場
  - 普通車：32台
  - 大型車：4台
  - 身障者用：2台
  - 電気自動車：1台
- トイレ（いずれも24時間利用可能）
  - 男：大 3器、小 5器
  - 女：7器
  - 身障者用：1器
- 公衆電話
- 情報館（8:30 - 17:00）

## 休館日
- 12月29日 - 1月3日

## 周辺
- 中部横断自動車道・新山梨環状道路 白根IC
- 山梨県道39号今諏訪北村線
- 山梨県道5号甲府南アルプス線
- 白根中央公園
- 三恵の大ケヤキ
- 白根徳洲会病院
- 白根郵便局
- 山梨県立白根高等学校